# レバンスクラーゼ
レバンスクラーゼ(Levansucrase、EC 2.4.1.10)は、以下の化学反応を触媒する酵素である。
スクロース + (2,6-β-D-フルクトシル)n{\displaystyle \rightleftharpoons }グルコース + (2,6-β-D-フルクトシル)n+1
従って、この酵素の2つの基質はスクロースと(2,6-β-D-フルクトシル)n、2つの生成物はグルコースと(2,6-β-D-フルクトシル)n+1である。
この酵素は、グリコシルトランスフェラーゼ、特にヘキソシルトランスフェラーゼに分類される。系統名は、スクロース:2,6-β-D-フルクタン 6-β-D-フルクトシルトランスフェラーゼである。その他よく用いられる名前に、sucrose 6-fructosyltransferase、beta-2,6-fructosyltransferase、beta-2,6-fructan:D-glucose 1-fructosyltransferase等がある。この酵素は、デンプンやスクロースの代謝に関与している。

## 構造
2007年末時点で、この酵素の3個の構造が解明されている。蛋白質構造データバンクのコードは、1OYG、1PT2及び1W18である。